# Carl Conrad Lueder
Carl Conrad Lueder (* 10. Oktober 1840 in Redewisch bei Klütz; † 23. Dezember 1892 in Bogotá) war ein deutscher Diplomat, Generalkonsul und Ministerresident.

## Beruflicher Werdegang
Seine Kindheit verbrachte Carl Conrad Friedrich Lueder in dem bei Klütz im Bereich der Ostsee gelegenen Schlosses Bothmer. Hier erhielt er anfangs Privatunterricht. Später besuchte er das Gymnasium in Verden. Das Abitur legte er zu Ostern 1859 ab. Daran schloss sich ein Studium der Rechtswissenschaft an den Universitäten in Berlin, Heidelberg, Göttingen und Rostock an. Nach fünf Jahren Studienzeit legte Lueder 1864 das erste juristische Examen ab. Zeitgleich erhielt er einen Einsatz im mecklenburgisch-schwerinischen Justizdienst. Später wechselte er in den kaufmännischen Bereich und war hier für mehrere Bremer Handelshäuser unterwegs.
Ende 1868 erfolgte die Einberufung Lueders zum konsularischen Dienst beim Norddeutschen Bund. Das erfolgte vor allem wegen seiner guten Kontakte und Reiseaktivitäten in den überseeischen Bereich. Sein erster Auslandseinsatz führte ihn an das Generalkonsulat in Alexandrien. Nach nur kurzer Einarbeitungszeit nahm er dort ab Anfang 1869 die Geschäfte des Vizekonsuls wahr. Im Mai 1869 erhielt Lueder seine Ernennung zum Vizekonsul. Seine konsularischen und kaufmännischen Aktivitäten erstreckten sich in Ägypten auf über zwei Jahre.

## Einsatz in Asien
Zum Oktober 1871 stand der Wechsel Carl Lueders nach Ostasien auf dem Plan. Zuerst fand er Beschäftigung am Konsulat in Kanton. Dort übernahm er im Januar 1872 die Amtsgeschäfte. Während dieser Zeit wechselte er mehrfach für kurze Zeit an das Konsulat in Shanghai, für das ihm für Ende 1873 die kommissarische Leitung übertragen wurde. Dennoch kehrte er nach mehreren Monaten Abwesenheit bis Anfang 1876 immer wieder nach Canton zurück. Ende 1875 erhielt er den Auftrag aus Berlin zur Leitung des Konsulates in Shanghai.
Dort übernahm er Anfang 1876 die Geschäfte. Jedoch weilte er ab diesem Zeitpunkt immer wieder kurzzeitig zur kommissarischen Beschäftigung im Auswärtigen Amt in Berlin. Dort erhielt Carl Lueder Ende 1877 den Auftrag zur Umwandlung des Konsulats in ein Generalkonsulat. Dieser Schritt wurde dann im April 1878 vollzogen und er behielt bis Anfang 1880 die Amtsgeschäfte in Shanghai in der Hand.

## Einsatz in Südamerika
Nach weiteren, folgenden kommissarischen Einsätzen, zu denen auch das Generalkonsulat in Bogotá zählte, wurde Carl Lueder Ende 1879 für die Übernahme der Aufgaben des Ministerresidenten in Kolumbien vorgesehen. Deshalb wechselte er Anfang 1880 nach Bogotá und hatte hier sowohl die Positionen des Generalkonsuls als auch die des Ministerresidenten inne. In diesem Amt verstarb er Ende 1892 in Bogotá.

## Familie
Die Eltern von Carl Conrad waren der Gutsbesitzer Carl Conrad und dessen Ehefrau Adelheid, geborene Langenbeck. Sie bewirtschafteten über viele Jahre das zum Schloss Bothmer bei Klütz gehörende landwirtschaftliche Anwesen. Die Erziehung im Elternhaus erfolgte nach den Prinzipien des evangelisch-lutherischen Glaubens.